# Juvie ztepilá

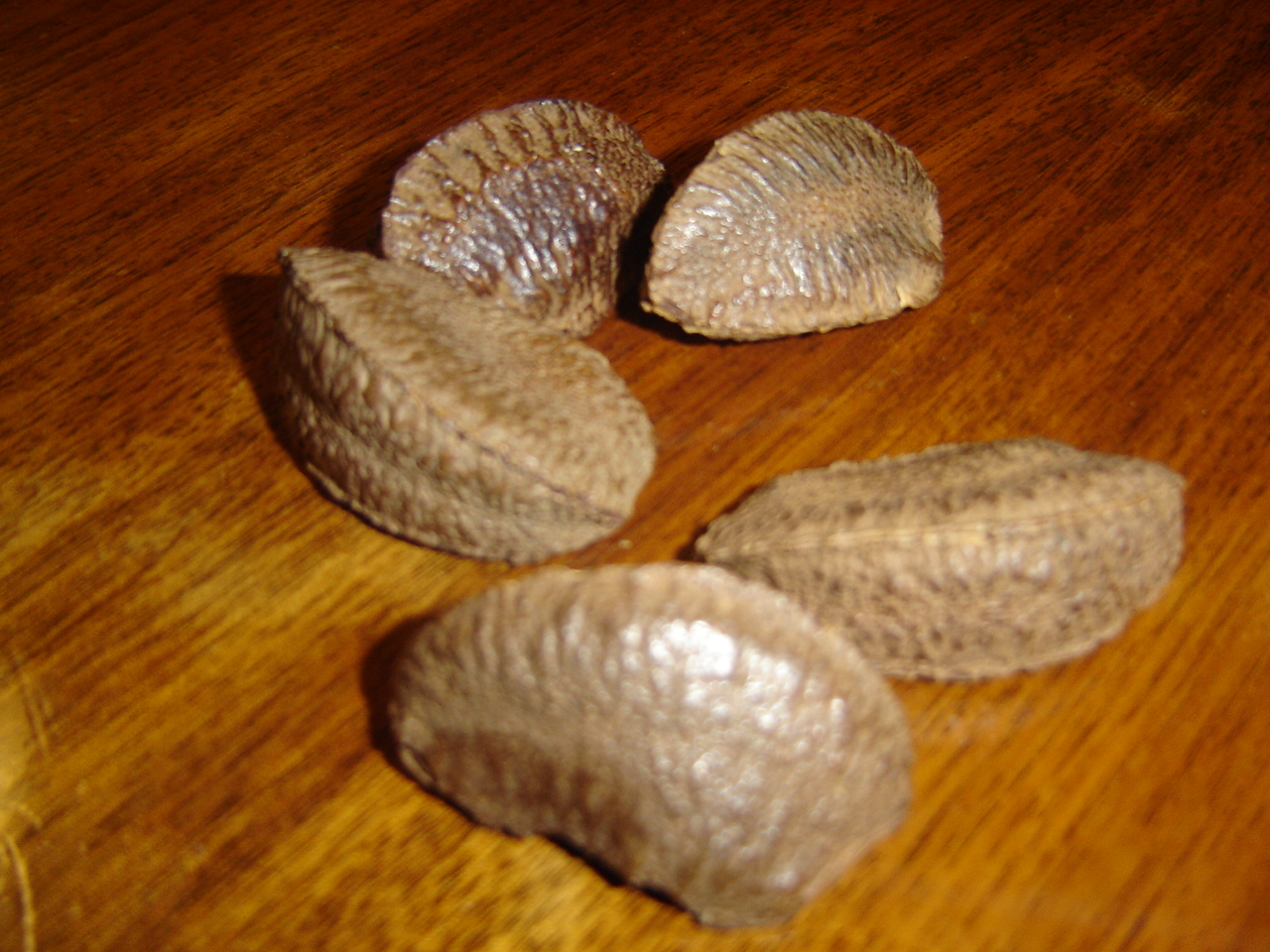
Nevyloupané para ořechy

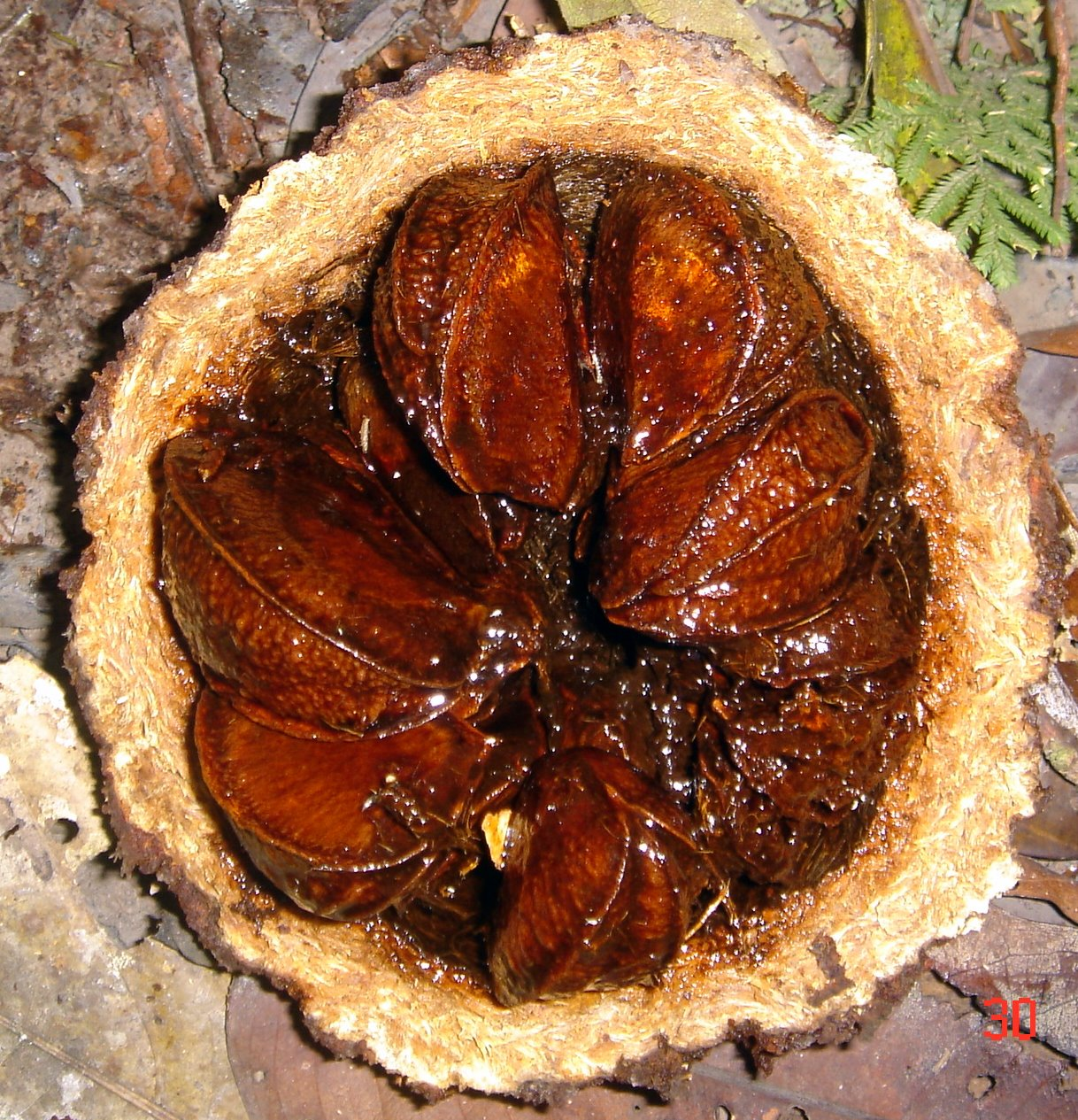
Otevřená tobolka juvie

Juvie ztepilá (Bertholletia excelsa) je vysoký strom z čeledi hrnečníkovité, jediný druh rodu juvie (Bertholletia). Roste v deštných pralesích Jižní Ameriky. Strom je významný pro svá semena — para ořechy.

## Charakteristika
Juvie ztepilá je vysoký strom se střídavými kožovitými podlouhle oválnými listy. Ty jsou 17 až 36 cm dlouhé a 6 až 16 cm široké. Květy jsou žluté, sestavené v hustých latách a nepříjemně páchnou. Plodem je velká tobolka s pevným vnějším oplodím měřící obvykle 10 až 20 cm v průměru a otevírající se víčkem. Uvnitř tobolky je 12 až 22 semen s tvrdou skořápkou a chutným bělavým jádrem.
Jméno para ořech získal pravděpodobně díky vývozu těchto ořechů z brazilského přístavu Pará do Evropy.

## Rozšíření
Juvie se přirozeně vyskytuje v amazonské části Jižní Ameriky od Kolumbie a Francouzské Guyany po Bolívii a Peru. Roste na nezaplavovaných půdách v tropických deštných lesích ve výšce 100 až 200 metrů nad mořem. Juvie dorůstá výšky 40 až 50 metrů a je jedním z nejvyšších stromů Amazonie.

## Sklizeň
Juvie je jen zřídka pěstována, většina para ořechů na světových trzích pochází z divoce rostoucích stromů. Dřevnaté tobolky v době zralosti opadávají a semena jsou z nich vybírána domorodými sběrači. Jsou známy případy, kdy padající plod zranil nebo dokonce usmrtil sběrače. Semena jsou oblíbenou potravou mnoha živočichů, např. hlodavců aguti, kteří si často dělají zásoby semen na nepříznivé období. Semena, která aguti nespotřebuje, pak zpravidla vyklíčí, čímž dochází k šíření a obnově porostů juvie.

## Využití

### Para ořechy
Jádro para ořechů je velmi výživné, obsahuje 70 % tuků, 15 % bílkovin a 7 % sacharidů. Mimo to obsahují vitaminy A, B1, B2, B3, E a D, selen, draslík, vápník, fosfor, hořčík a železo. Používají se čerstvé k přímé konzumaci, ve výživných tyčinkách nebo cukroví. Máčené vyloupané plody se také někdy používají pro výkrm kaprů.
Ořechy obsahují vysoké množství selenu, tudíž maximální doporučená denní dávka je 1-2 kusy.
Plody kvůli vysokému obsahu tuků po vyloupání rychle žluknou, nevyloupané a chlazené vydrží až dva roky. Čerstvé ořechy jsou na lomu krémově bílé až bílé, sladké chuti; žluté a nahořklé ořechy jsou již žluklé. Pro alergiky může být konzumace riziková.
Kvalitní olej z para ořechů, bohatý na vitaminy, vyživuje a revitalizuje pokožku[zdroj⁠?!] a je často užíván v kosmetických přípravcích.
Gen para ořechu byl kvůli zvýšení výživné hodnoty přidán do geneticky modifikované sóji. Tato sója však způsobuje alergií postiženým lidem stejné alergické reakce jako vlastní ořech. Jednalo se o jedno z prvních prokázaných rizik geneticky upravených organismů (GMO).
Brazilské ořechy jsou náchylné na výskyt aflatoxinů.

### Dřevo
Středně těžké, velmi tvrdé dřevo — 6,7 dle Brinellovy stupnice, relativní tvrdost cca 176 % (smrk 42 %, dub 100 %) se používá k výrobě nábytku a podlah, dýh nebo palub lodí. Dřevo je růžově až ořechově hnědé.

## Zajímavosti
- efekt paraořechu